# Kazimierz Dembowski-Weyroch
Kazimierz Dembowski-Weyroch (ur. 28 stycznia 1895 w Łomży, zm. 10 września 1975 w Warszawie) – polski aktor teatralny i filmowy, śpiewak (tenor) oraz reżyser teatralny.

## Życiorys
Urodził się w rodzinie Ludwika i Józefy Wejrochów. Do 1910 roku mieszkał w Łomży, gdzie ukończył gimnazjum. Następnie wraz z rodziną przeniósł się do Warszawy, gdzie ukończył szkołę handlową (1914) i rozpoczął pracę w branży włókienniczej. Jednocześnie uczył się śpiewu u Adama Ostrowskiego, J. Łysakowskiego oraz w szkole Juliusza Marso. Jeszcze jako uczeń wystąpił w styczniu 1919 roku w operze Janek (wówczas pod nazwiskiem Weyroch). Właściwym debiutem był występ w Teatrze Nowości w Warszawie we wrześniu 1919 roku (rola Achmeda w operetce Róża Stambułu Leo Falla). Z Teatrem Nowości związany był do 1925 roku, m.in. dublując Bolesława Mierzejewskiego oraz partnerując Lucynie Messal i Mieczysławie Ćwiklińskiej. W 1924 roku wyjeżdżał również na studia wokalne do Włoch. Od 1925 roku był członkiem zespołu Kazimiery Niewiarowskiej, z którym występował m.in. w Pradze i Wilnie. W latach 1927–1928 przebywał we Lwowie, gdzie występował i reżyserował w Teatrach: Wielkim i Nowości. Następnie, w okresie od 1928 do 1930 roku, przebywał w Stanach Zjednoczonych, grając w polskich teatrach w Detroit, Cleveland i Pittsburgu. W 1930 roku powrócił do kraju, występując w Teatrze Wielkim w Poznaniu.
W latach 30. XX wieku występował w warszawskich zespołach teatrów: Nowości (1931–1932), Mała Kometa (1931) Operetka na Chłodnej (1935–1936) Wielka Rewia (1936), Wielka Operetka (1936), wileńskim Teatrze Komedii Muzycznej „Lutnia” (1932–1935, 1937–1938), lwowskim Teatrze Miejskim (1936), poznańskim Teatrze Wielkim (1936–1937) oraz bydgoskim Teatrze Miejskim (1936–1937, 1939). Od kwietnia 1939 ponownie był członkiem wileńskiej „Lutni”. W Wilnie zastał go wybuch II wojny światowej. Pozostał tu do 1941 roku, kiedy to przeniósł się do Warszawy. W stolicy śpiewał w kawiarniach, a od maja 1944 roku występował w oficjalnym Teatrze Miasta Warszawy. Po upadku powstania warszawskiego był więźniem obozów koncentracyjnych, m.in. Groß-Rosen, gdzie brał udział w przedstawieniu bożonarodzeniowym (1944).
Na początku października 1945 roku powrócił do Polski. W latach 1945–1946 występował i reżyserował w Teatrze Komedia Muzyczna „Lutnia” w Łodzi. Następnie grał w Teatrze Komedia Muzyczna w Krakowie (1947) oraz był członkiem objazdowego zespołu operetkowego (1947–1948). W latach 1949–1951 był kierownikiem muzycznym, aktorem i reżyserem w Teatrze Muzycznym w Lublinie. Następnie przeniósł się do Warszawy, gdzie był aktorem Teatru Ludowego (1952–1956), kierownikiem artystycznym Warszawskiej Operetki Objazdowej (1955), by ostatecznie w latach 1956–1975 związać się z Teatrem Komedia.
W 1957 roku wystąpił w filmie Prawdziwy koniec wielkiej wojny (reż. Jerzy Zawieyski), natomiast w 1960 roku – w spektaklu Teatru Telewizji pt. Za wczoraj (reż. Czesław Szpakowicz).
Był mężem Jadwigi Heleny z Jakubowskich (zm. 1984).
Został pochowany na cmentarzu Powązkowskim w Warszawie (kwatera IV-4-12).

## Ordery i odznaczenia
- Złoty Krzyż Zasługi (1955)
- Medal 10-lecia Polski Ludowej (19 stycznia 1955)[3]
- Odznaka 1000-lecia Państwa Polskiego (1967)